# Vuelta al Táchira 1999
La 34ª edición de la Vuelta al Táchira se disputó desde el 16 hasta el 27 de enero de 1999.
Perteneció al calendario de la Federación Venezolana de Ciclismo. El recorrido contó con 12 etapas y 1589 km, transitando por los estados de Lara, Portuguesa, Barinas, Mérida y Táchira.
El ganador fue el venezolano Aldrin Salamanca del equipo Lotería del Táchira, quien fue escoltado en el podio por Freddy González y Vladimir Forero.
Las clasificaciones secundarias fueron; Freddy González ganó la clasificación por puntos, Freddy González la montaña, el sprints para Massimo Apollonio, el sub-23 para Vladimir Forero y la clasificación por equipos la ganó Lotería del Táchira.

## Equipos participantes
Participaron varios equipos conformados por entre 6 y 8 corredores, equipos venezolanos y extranjeros con ciclistas de Colombia, Italia, Bélgica; Rusia, Guatemala, México y Cuba.
| - Lotería del Táchira - Kino Táchira - Triple Gordo - Selección Nacional de Venezuela - Alcaldía de Barinas - Concafé | - Aguardiente Néctar - Bono de Ciclismo - Kross-Montanari - Vini Caldirola - Carnac Shoes - Lokosphinx - Raca Club - Química San José - Selección Nacional de Cuba |

## Etapas
| Etapa | Fecha       | Recorrido                                   | Km    | Ganador           | Lider            |
| 1.ª   | 16 de enero | Circuito en Barquisimeto                    | 152   | Juan Pablo Pérez  | Juan Pablo Pérez |
| 2.ª   | 17 de enero | Acarigua - Barinas                          | 173   | Elvis Firmino     | Elvis Firmino    |
| 3.ª   | 18 de enero | Abejales - San Antonio del Táchira          | 154,7 | Viacheslav Ekimov | Noel Vásquez     |
| 4.ª   | 19 de enero | San Cristóbal - La Fría - San Juan de Colón | 136   | Aldrin Salamanca  | Aldrin Salamanca |
| 5.ª   | 20 de enero | Coloncito - Mérida                          | 128,2 | Freddy González   | Aldrin Salamanca |
| 6.ª   | 21 de enero | Circuito en Mérida - Tovar                  | 128,4 | José Vanegas      | Aldrin Salamanca |
| 7.ª   | 22 de enero | Zea - La Fría - La Grita                    | 125,5 | Vladimir Forero   | Aldrin Salamanca |
| 8.ª   | 23 de enero | San Cristóbal - Cerro El Cristo             | 132,9 | Freddy González   | Aldrin Salamanca |
| 9.ª   | 24 de enero | Circuito en San Cristóbal                   | 144   | Vladislav Borisov | Aldrin Salamanca |
| 10.ª  | 25 de enero | CRI de San Cristóbal                        | 19,7  | Aldrin Salamanca  | Aldrin Salamanca |
| 11.ª  | 26 de enero | Táriba - San Rafael del Piñal - Bramón      | 165   | Yosmer Méndez     | Aldrin Salamanca |
| 12.ª  | 27 de enero | San Cristóbal - Rubio - San Cristóbal       | 124,8 | Rodolfo Camacho   | Aldrin Salamanca |

## Clasificaciones

### Clasificación general
| Posición | Ciclista         | Equipo              | Tiempo     |
|          | Aldrin Salamanca | Lotería del Táchira | 40:59:27   |
| 2.º      | Freddy González  | Aguardiente Néctar  | + 00:02:08 |
| 3.º      | Vladimir Forero  | Kross-Montanari     | + 00:02:27 |
| 4.º      | José Chacón      | Lotería del Táchira | + 00:03:03 |
| 5.º      | Erwin Méndez     | Bandera de ?        | + 00:03:21 |
| 6.º      | César Salazar    | Lotería del Táchira | + 00:03:44 |
| 7.º      | Giovanni Vargas  | Carnac Shoes        | + 00:03:52 |
| 8.º      | Edgar Caballero  | Mérida              | + 00:04:51 |
| 9.º      | Alexis Méndez    | Lotería del Táchira | + 00:05:11 |
| 10.º     | Israel Ochoa     | Kross-Montanari     | + 00:04:10 |

### Clasificación por puntos
| Posición | Ciclista         | Equipo              | Puntos |
|          | Freddy González  | Aguardiente Néctar  | 159    |
| 2°       | Aldrin Salamanca | Lotería del Táchira | 129    |
| 3°       | Vladimir Forero  | Kross-Montanari     | 107    |

### Clasificación de la montaña
| Posición | Ciclista        | Equipo             | Puntos |
|          | Freddy González | Aguardiente Néctar | 78     |
| 2°       | Vladimir Forero | Kross-Montanari    | 76     |
| 3°       | Giovanni Vargas | Carnac Shoes       | 41     |

### Clasificación de los sprints
| Posición | Ciclista          | Equipo             | Puntos |
|          | Massimo Apollonio | Vini Caldirola     | 17     |
| 2°       | Jendrit Rangel    | Triple Gordo       | 10     |
| 3°       | Libardo Niño      | Aguardiente Néctar | 10     |

### Clasificación sub-23
| Posición | Ciclista        | Equipo              | Tiempo     |
|          | Vladimir Forero | Kross-Montanari     | 41:01:50   |
| 2°       | José Chacón     | Lotería del Táchira | + 00:00:45 |
| 3°       | Erwin Méndez    | Bandera de ?        | + 00:00:50 |

### Clasificación por equipos
| Posición | Equipo              | Tiempo     |
|          | Lotería del Táchira | 110:40:38  |
| 2°       | Aguardiente Néctar  | + 00:02:10 |
| 3°       | Kino Táchira        | + 00:11:29 |